# نادییوو
نادییوو (به چکی: Nadějov) یک منطقهٔ مسکونی در جمهوری چک است که در ناحیه ییهلاوا واقع شده‌است. نادییوو ۶٫۱۸ کیلومتر مربع مساحت و ۱۸۸ نفر جمعیت دارد و ۵۸۴ متر بالاتر از سطح دریا واقع شده‌است.